# Лоэ-Фёрден
Лоэ-Фёрден (нем. Lohe-Föhrden) — община в Германии, в земле Шлезвиг-Гольштейн. 
Входит в состав района Рендсбург-Экернфёрде. Подчиняется управлению Хонер Харде.  Население составляет 629 человек (на 31 декабря 2010 года). Занимает площадь 16,03 км².